# Génétique évolutive du développement des plantes
La biologie évolutive du développement également appelé Évo-dévo (Evolutionary developmental biology en anglais) est une discipline à la frontière de la biologie de l'évolution et du développement qui étudie et compare le développement de nombreuses espèces. Initialement limitée à la comparaison des programmes génétiques de développement d'espèces modèles tels que la mouche Drosophile, le ver Caenorhabditis elegans et le poisson-zèbre dans les années 1990, l'évo-dévo prend en compte désormais de nombreuses disciplines comme la génomique, l'anatomie comparée, l'embryologie, la paléontologie, la modélisation ou la phylogénie appliquée à l'embryologie. De nouvelles techniques[Lesquelles ?] rendent désormais possible l'étude du développement comparé de nombreuses espèces de plantes, notamment pour comprendre les mécanismes de l'évolution morphologique.

## Perspective historique

### Avant 1900

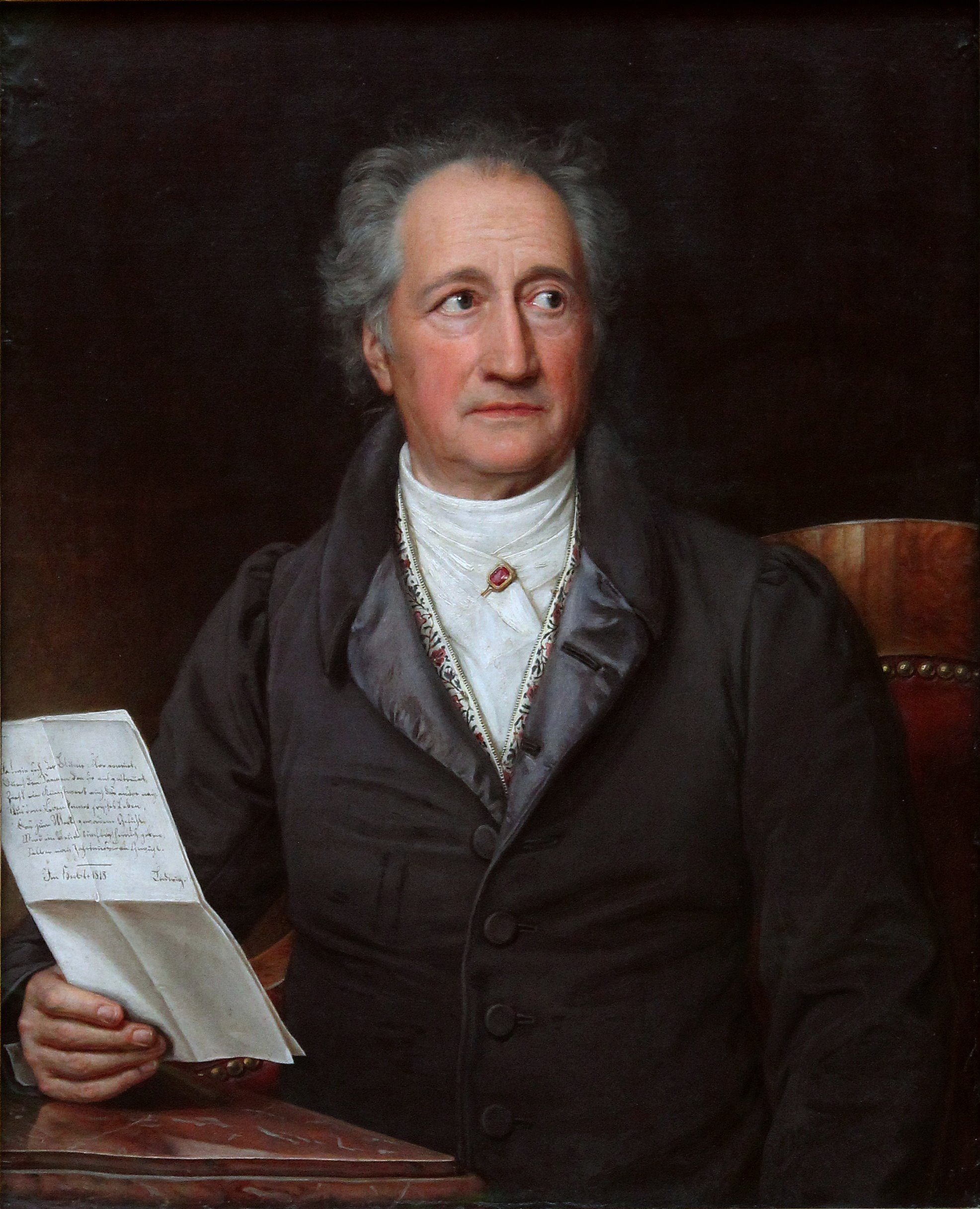
Johann Wolfgang von Goethe.

L'origine du terme morphologie est généralement attribuée à Johann Wolfgang von Goethe. Il pense qu'il existe une organisation fondamentale sous-jacente, le Bauplan (plan de construction) dans la diversité des plantes à fleurs. Dans son livre La Métamorphose des plantes, il propose que le Bauplan permet de prédire la forme des plantes qui n'ont pas encore été découvertes. Goethe est le premier à suggérer que les fleurs sont des feuilles modifiées.
Dans la moitié du XVIIe siècle, plusieurs bases fondamentales permettant de comprendre la morphologie des plantes sont établies. Nehemiah Grew, Marcello Malpighi, Robert Hooke, Antonie van Leeuwenhoek et Wilhelm von Nageli contribuent fortement à la description de la morphologie des plantes à divers niveaux d'organisation. Cependant, la classification taxonomique de Linné au XVIIIe siècle constitue une base solide pour l'étude de la morphologie comparée des plantes. Enfin, l'introduction du darwinisme a un grand impact sur le développement des idées scientifiques concernant la morphologie des plantes et son évolution.
Wilhelm Hofmeister, botaniste très réputé, révolutionne la botanique par une approche interdisciplinaire de celle-ci et propose des interprétations biophysiques de phénomènes tels que la phototaxie et la géotaxie. De plus, il découvre l'alternance des générations chez les plantes.

### Depuis 1900

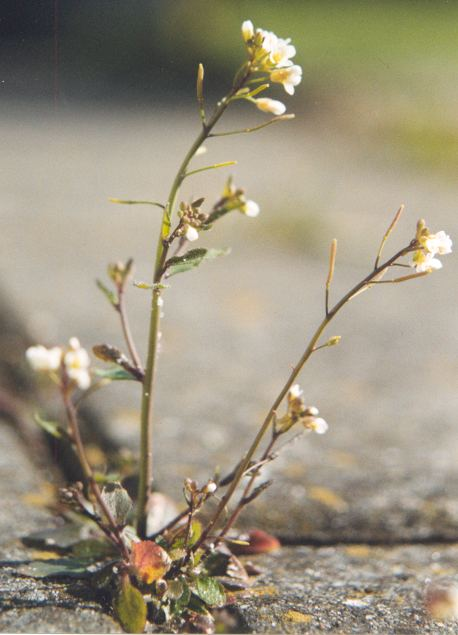
Arabidopsis thaliana. Cette plante est un organisme modèle.

Au cours du XXe siècle, les connaissances sur l'anatomie des plantes se développent rapidement. Alors qu'au début du siècle, le développement des tissus et organes est particulièrement étudié de manière descriptive, la seconde moitié et spécialement depuis 1990 et l'explosion des techniques de biologie moléculaire, les recherches se concentrent sur les bases moléculaires de la physiologie et du développement des plantes.
Edward Charles Jeffrey est l'un des premiers savants du XXe siècle à avoir une approche évo-dévo de la botanique. Il se consacre à l'étude de l'anatomie des plantes en se basant sur leur phylogénie. Il entreprend une analyse comparative de la vasculature de plantes fossiles et vivantes qui l'amène à proposer que le parenchyme est dérivé des trachéides. Cette analyse de l'architecture des plantes sur un plan évolutif est poursuivie par Katherine Ésaü, connue pour son livre The Plant Anatomy. Son travail sur l'origine et le développement de différents tissus dans de nombreuses plantes lui permet d'expliquer la spécialisation évolutive du phloème vis-à-vis de sa fonction.
Dans la seconde moitié du XXe siècle, la plante Arabidopsis thaliana commence à être utilisée comme modèle d'étude du développement de la plante mais n'est reconnue comme organisme modèle qu'en 1998 bien que la première collection d'Arabidopsis thaliana mutantes soit produite autour de 1945.

## Organismes, bases de données et outils
Les modèles d'étude les plus importants sont le maïs et Arabidopsis, mais depuis quelques années des organismes moins conventionnels sont également étudiés, tels que les Cycas ou bien le bryophyte, Physcomitrella patens qui vient d'être séquencé. Récemment, l'augmentation importante des génomes séquencés ainsi que des banques d'EST de différents plantes (Oryza sativa, Sorghum bicolor, Carica papaya, etc.) permet une analyse bio-informatique des génomes stimulant les recherches en Évo-dévo.